# Nofels
Nofels ist seit 1925 eine der sieben Fraktionen der Stadt Feldkirch (Innenstadt, Levis, Altenstadt, Gisingen, Nofels, Tosters und Tisis). Flächenmäßig ist Nofels mit den zugehörigen Weilern der größte Stadtteil von Feldkirch.

## Geografie
Nofels liegt im Rheintal im Dreiländereck Österreich-Liechtenstein-Schweiz, natürliche Grenzen sind neben dem Schellenberg die beiden Flüsse Rhein und Ill. Die Ill mündet am nördlichsten Punkt des Ortsgebietes beim sogenannten Illspitz in den Rhein.
Zu Nofels, am Fuße des Schellenbergs gelegen, gehören auch die Weiler Fresch (auf dem Schellenberg, Grenze zu Liechtenstein), Bangs (westlichste Ortschaft Österreichs) an der Grenze zur Schweiz (Rüthi) und Matschels, wobei der letztgenannte heute nicht mehr bewohnt und Naturschutzgebiet ist.

## Geschichte
Im 11. und 12. Jahrhundert erfolgte die Erschließung bisher nicht genutzter Gebiete in Vorarlberg. In dieser Zeit dürfte auch die Besiedlung der bewaldeten Flussauen zwischen Schellenberg, Ill und Rhein erfolgt sein. Der Ortsname Nofels, abgeleitet vom romanischen Novale = Neurodung, deutet auf die Entstehung des Ortes im Zuge dieser Siedlungstätigkeit in der Gegend hin.

Waren die ersten Nofler noch Romanen, so ließen sich hier in den folgenden Jahrhunderten auch Alemannen und Walser nieder, was Kultur und Sprache veränderte (gesprochen wird ein Alemannischer Dialekt).
Die erste Nennung von Nofels, und zwar als „Noval“, findet sich um 1290 in einem Einkommensverzeichnis (Census in Romano) des Klosters Mehrerau, wonach Zinsen aus dem Romanenland, meist in Naturalien, auch in Altenstadt, Gisingen und Nofels eingehoben wurden.

Die erste Nennung eines Einwohners von Nofels findet sich in einer Urkunde aus dem Jahre 1314, wonach ein Ulricus dco Novelar = Ulrich, genannt der Nofler, eine große Wiese verkauft hatte.

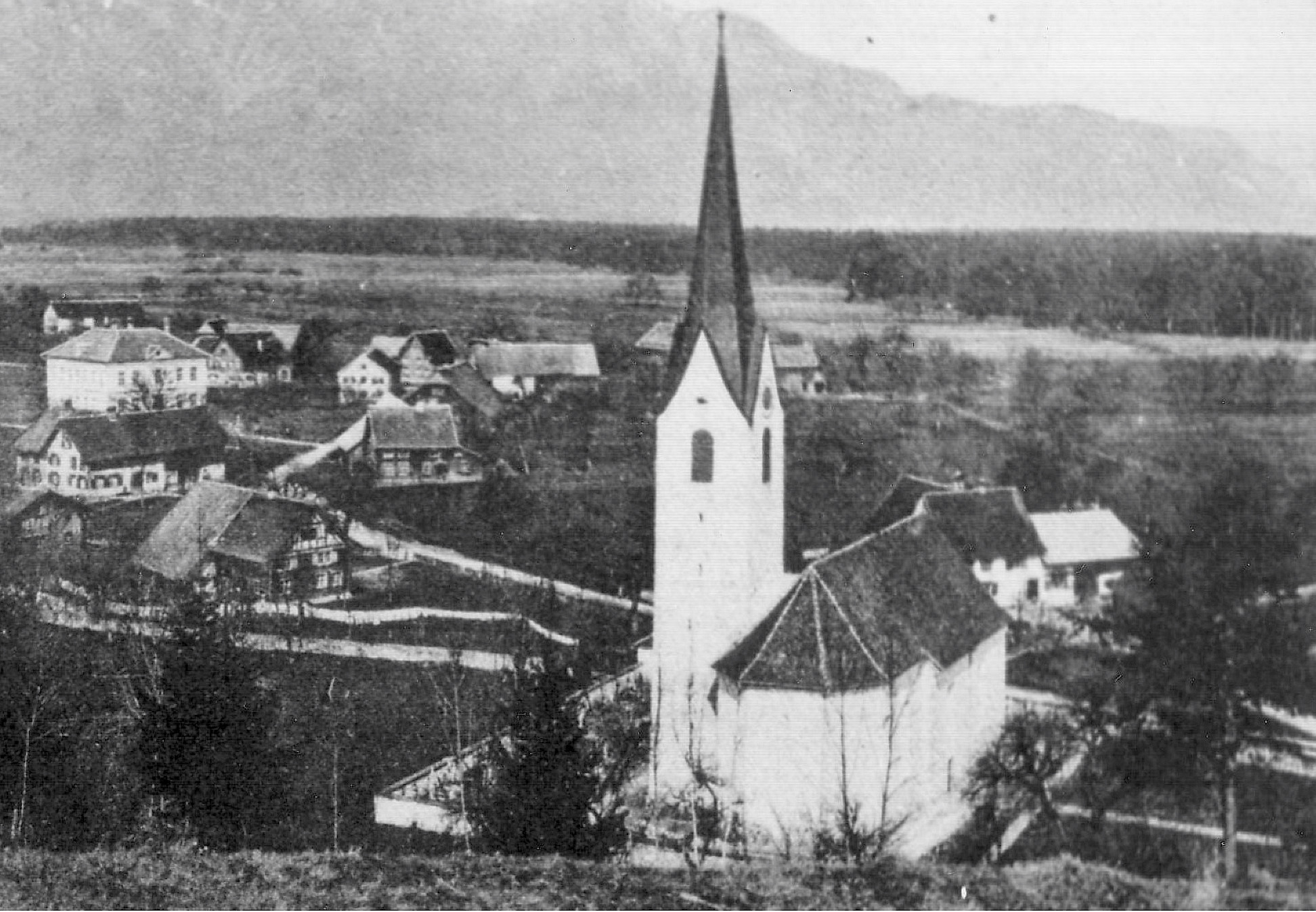
Nofels um 1900

Die Entwicklungsgeschichte der „Vier Örtchen enhalb (jenseits) der Ill“ ist bis ins 20. Jahrhundert geprägt von Zwängen und Nöten aufgrund von Naturgewalten (Ill- und Rhein-Überschwemmungen) sowie Bestrebungen nach Eigenständigkeit. Das Ortsgebiet gehörte seit jeher zur einige Kilometer östlich gelegenen Gemeinde Altenstadt und war Allmende = Gemeingrund, welcher auch von Bauern aus Altenstadt und Feldkirch genutzt wurde. Dies und anderes führte zu jahrhundertelangen Streitigkeiten mit der Muttergemeinde um Nutzung von Weideflächen und Wald sowie Wuhrung (Dammbau) betreffend. Eine Verbesserung erfolgte diesbezüglich – nach Einreichung vieler Klageschriften an Grafen, Vögte und Kaiser – erst im 18. Jahrhundert.
- 1514 wurde das alte Nofler Bad an der Grenze zu Liechtenstein erstmals erwähnt (Zehnerlibell), das eine Schwefelquelle am Fuße des Schellenbergs nutzte. Dem Wasser wurde beste Qualität und Heilwirkung nachgesagt. Zur Blütezeit Mitte des 18. bis Mitte des 19. Jahrhunderts war das Schwefelbad Nofels ein gesellschaftlicher Mittelpunkt für Bürger und Militär. Die Quelle ist mittlerweile versiegt, das heutige Bad Nofels (Nofler Bädle) ist ein Kneipp-Kurhaus.
- 1540: Furtenbach'scher Edelsitz mit Schlösschen unterhalb der Wart (wo heute die Neue Freschner Straße beginnt) und Weinbergen auf dem Schrägenberg (heute Schregenberg, nördl. Teil des Schellenbergs). Vor 1670 wieder abgebrannt.
- 1799 brachten die Franzosen-Kriege Not im ganzen Land. Nofels war direkt betroffen. Französische Truppen kamen über den Schellenberg, um hier den Illfluss zu überqueren und die Stadt Feldkirch so auch von weiter nördlich angreifen zu können. Es wurde viel geplündert und geschändet.
- 1854 wurde das erste „Armenhaus“ im ehemaligen Nofler Bad eingerichtet. 1882 wurde das neuere „Armenhaus“ in der Magdalenastraße eröffnet. 1972 wurde es grundlegend saniert und aufgestockt und als „Alten- und Pflegeheim“ weitergeführt. Im Jahr 1996 wurde daneben das neue „Haus Nofels“ eröffnet.[4]
- Vom 18. bis 20. Jahrhundert nahmen die Überschwemmungen von Ill und Rhein stetig zu.
- 1892 wurde der Weiler Matschels vollständig nach Nofels oder Bangs entsiedelt.
- 1903 brannte das gesamte Anwesen des alten Bad Nofels ab. Eine Sage hingegen erzählt, dass das Bad im Erdboden versunken sei, da am Aschermittwoch, dem Beginn der österlichen Fastenzeit, noch gefeiert und getanzt wurde.[5] Das heutige Kneipp-Kurhaus wurde näher am Ortskern neu erbaut, wohin das Schwefelwasser von der Quelle durch Leitungen gepumpt wurde.
- Verheerende Überschwemmungen 1910 und 1927 führten zu einem behördlichen Baustopp für Bangs und zu weiteren Umsiedlungen nach Nofels (oder Auswanderungen nach Amerika).
- Von 1927 (mit kriegsbedingter Unterbrechung) bis 1957 wurden durch Wuhrarbeiten (Dammbau) die Dämme an Ill und Rhein verstärkt; das Baumaterial kam aus dem Nofler Steinbruch (Schregenberg, ein nordwestlicher Ausläufer des Schellenbergs), aber auch vom sowieso schon kleinen „Bergle“ in Matschels, das etwa zur Hälfte abgetragen wurde.
- 1925 wurde Nofels (gleichberechtigte) Fraktion der Stadt Feldkirch.
- 1945: In der Nacht zum 3. Mai 1945 flüchteten über den Weiler Fresch etwa 500 Soldaten der 1. Russischen Nationalarmee der Deutschen Wehrmacht unter Generalmajor Graf Boris Smyslowsky alias Arthuro Holmston (Tarnname) über die Grenze des Großdeutschen Reiches nach Liechtenstein (Gemeinde Schellenberg), wo sie Asyl erhielten.[6]
- Nach dem Zweiten Weltkrieg hatte Nofels (heutiges Unternofels) nach mündlicher Überlieferung einen Flugplatz der französischen Besatzungsmächte.
- 1975 wurde die alte Ill-Brücke zwischen Gisingen und Nofels von 1922 (vormals über die Frutz) durch die heutige Eisenbetonbrücke ersetzt.
- 1981 wurde die neue Volksschule mit Mehrzweckraum und Proberäumen für Gesangs- und Musikverein eröffnet. 1984 wurde die „Beschützende Werkstätte“ der Vorarlberger Lebenshilfe in der ehemaligen Volksschule eröffnet.
- 2015 Eröffnung des Gebäudekomplexes "Novale", welches das neue Dorfzentrum markieren soll.

Nofels, ein ehemaliges Bauerndorf, ist heute ein moderner und ständig wachsender Ort ohne Hochhäuser oder Industrie.

## Sehenswürdigkeiten

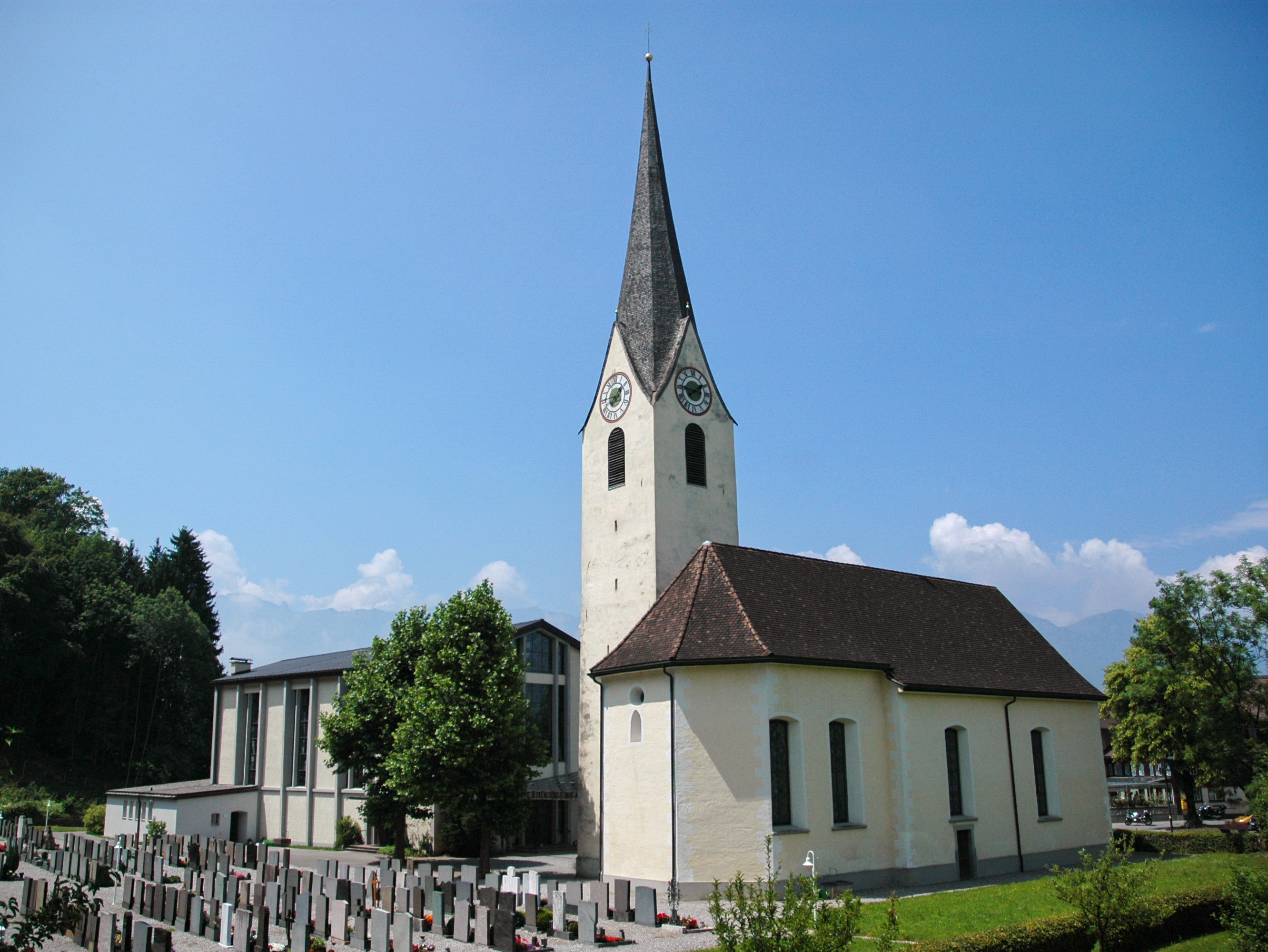
Nofels – alte und neue Kirche

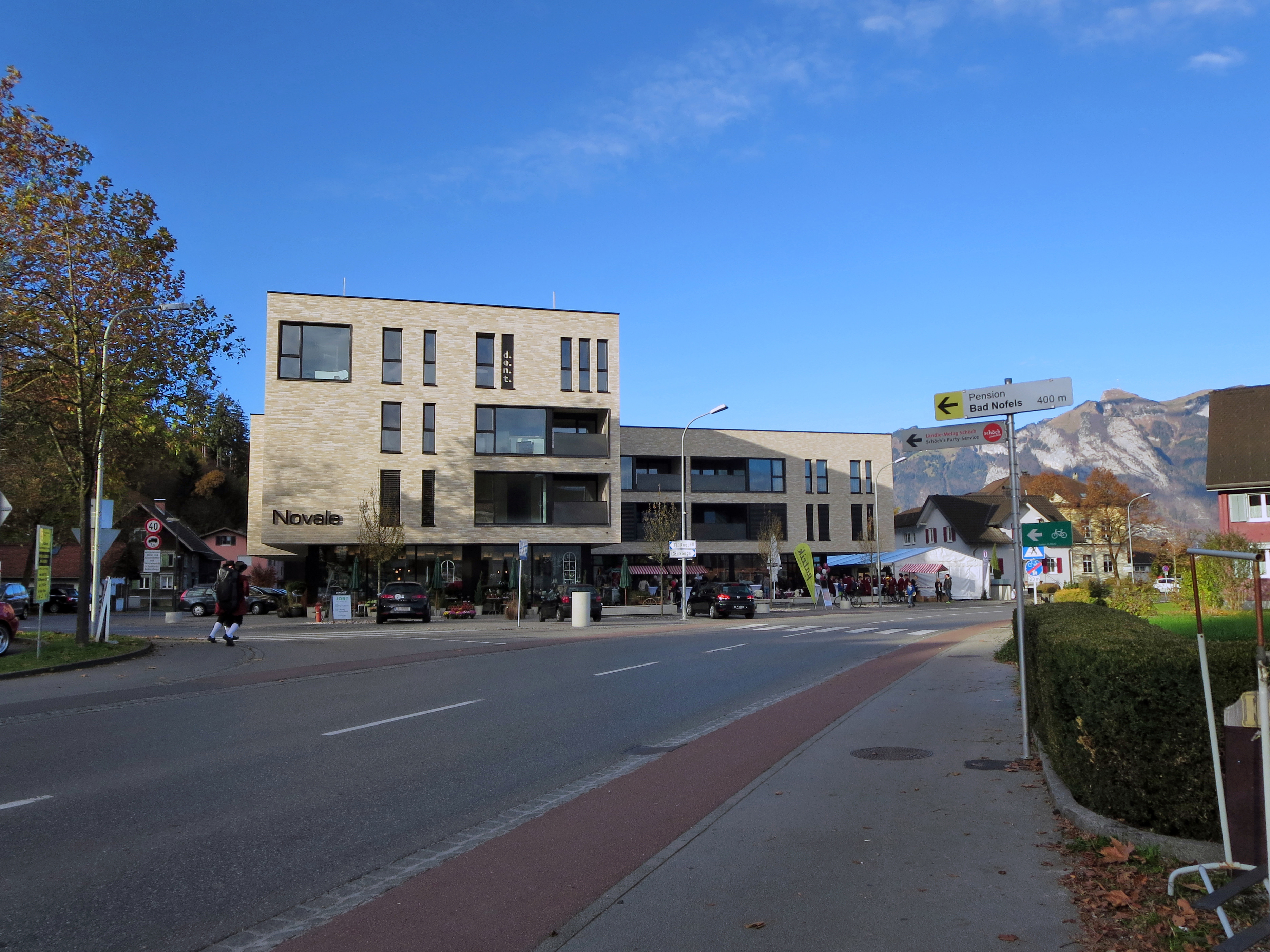
Nofels - Eroeffnung "Novale" Nov. 2015

### Die alte Pfarrkirche
1723 kam es zur Loslösung der Gemeinde Nofels von der Mutterpfarre Altenstadt. In den Jahren 1726 bis 1728 erfolgte der Kirchenbau mit Stiftungsgeldern der Magdalena Maria Humlin auf dem von Benefiziat Franz Heim zuvor gestifteten Pfarrgrund. Die Turmerhöhung ist datiert mit dem Jahr 1865.

### Die neue Pfarrkirche
- Der feierliche Spatenstich erfolgte am 15. Oktober 1957. Am Sonntag, dem 29. Juni 1958 erfolgte durch Bischof Bruno Wechner die Grundsteinlegung. Die Kirche wurde als Rahmenbetonbau nach Plänen von Baumeister Adolf Wouk errichtet. Bereits am 3. Jänner 1959 konnte die Firstfeier stattfinden.
- Am Sonntag, dem 23. September 1962 wurde das neue Gotteshaus „Maria Heimsuchung“ durch Bischof Bruno Wechner feierlich eingeweiht. Im Oktober 2003 wurde mit der Generalsanierung des Gebäudes begonnen (Erneuerung des Daches und der Heizung sowie Sanierung der Kirchenfenster).

### Naturschutzgebiet Bangs-Matschels
Auf dem Gebiet des Ortsteils Bangs befindet sich das Natura-2000-Naturschutzgebiet Bangs-Matschels.

## Partnerschaft
Seit 1990 besteht eine gelebte Partnerschaft zwischen Nofels und Ingerkingen, einer Ortschaft der Gemeinde Schemmerhofen im Landkreis Biberach (Baden-Württemberg, Deutschland).

## Ansichten

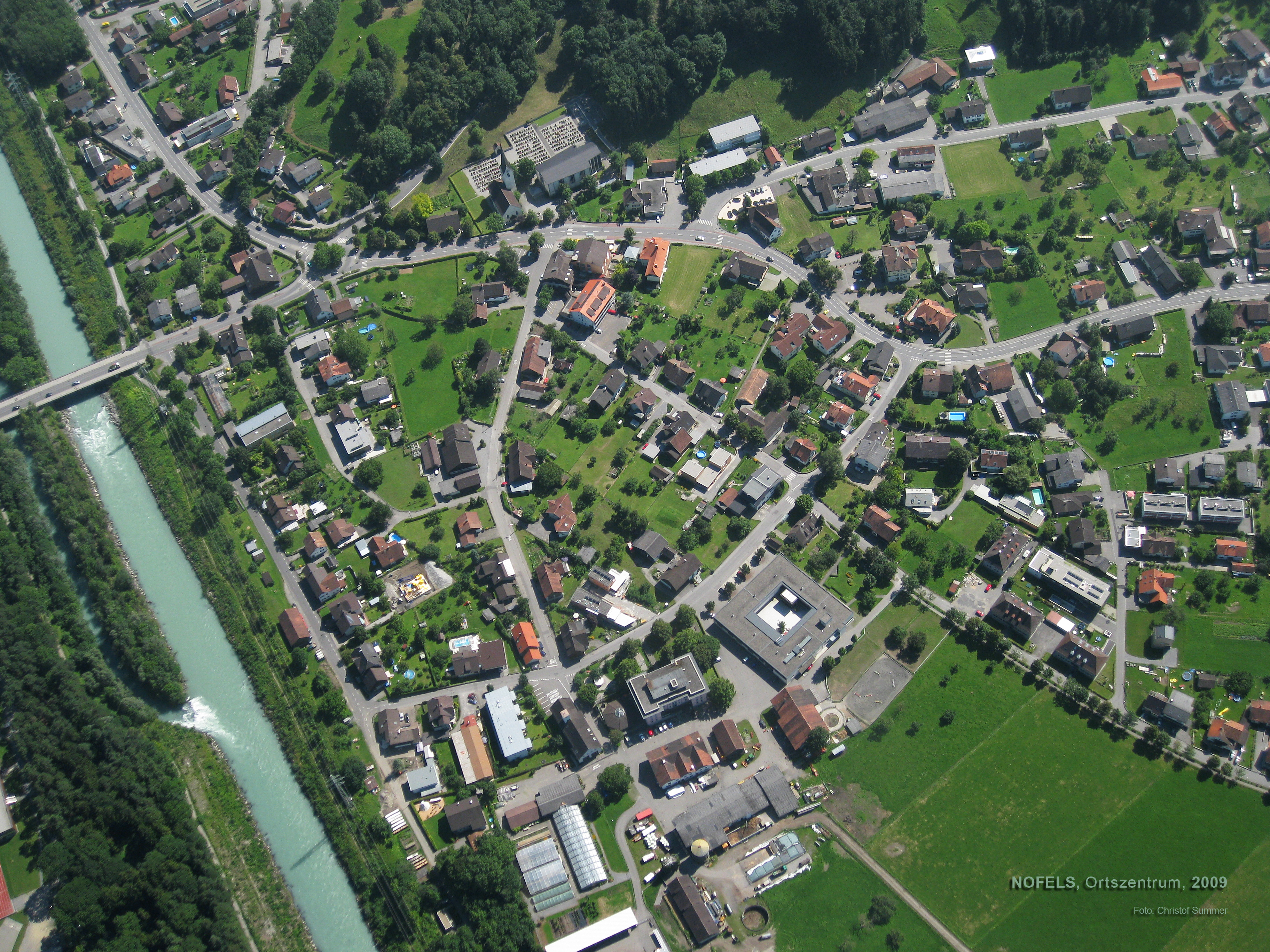
Nofels Ortszentrum 2009
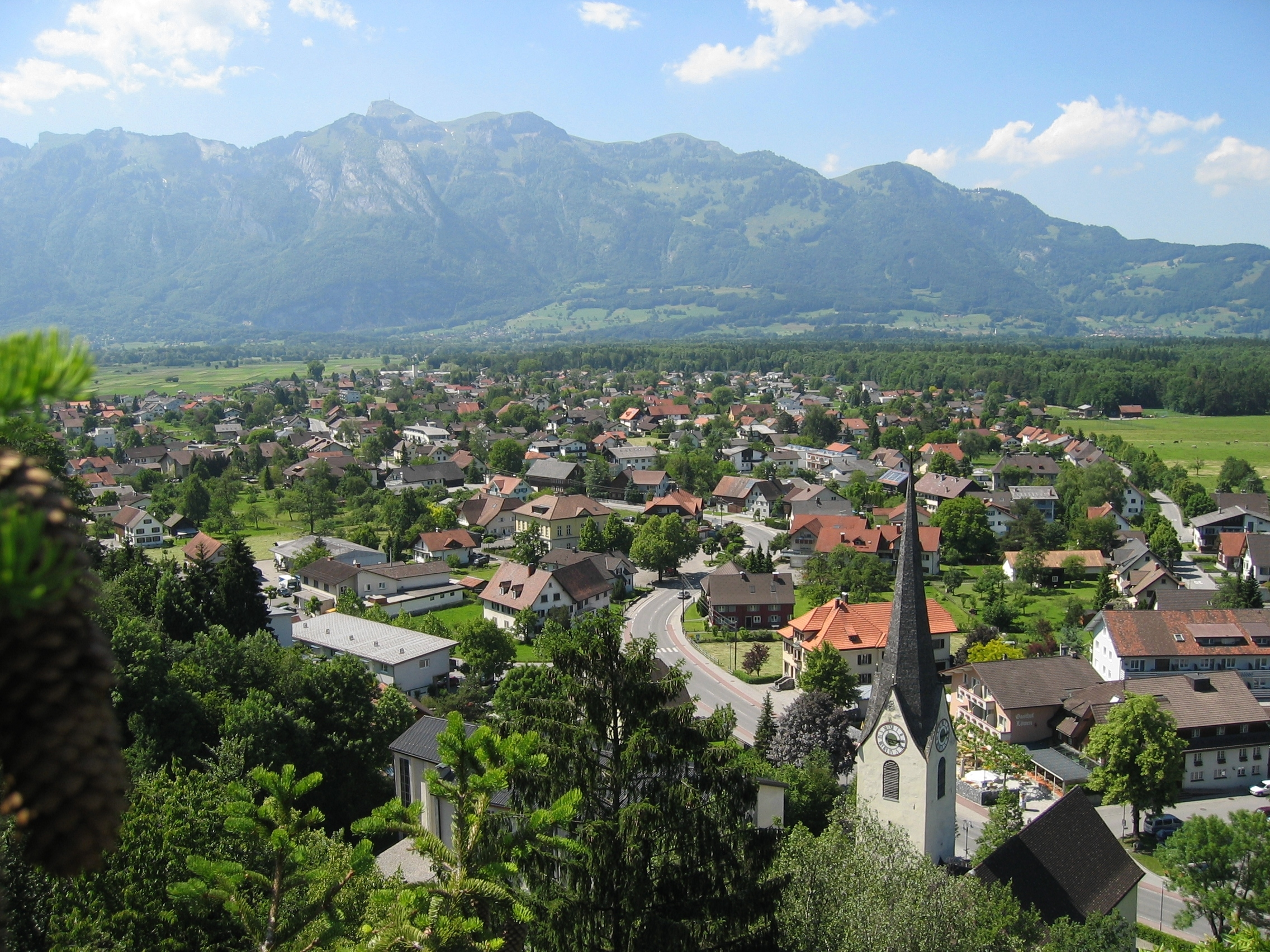
Blick auf Nofels vom Schellenberg 2004
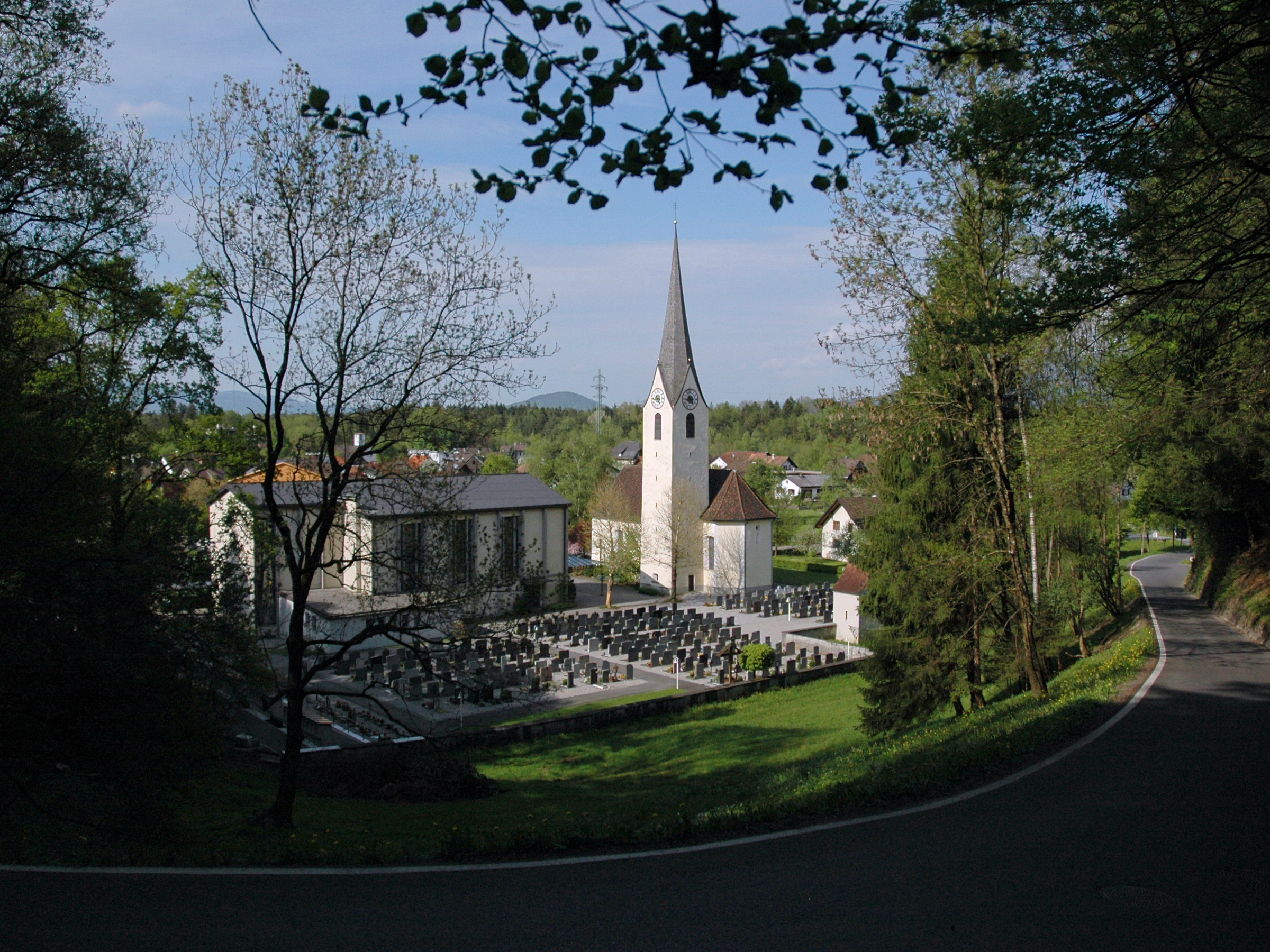
Nofels Kirche 2008
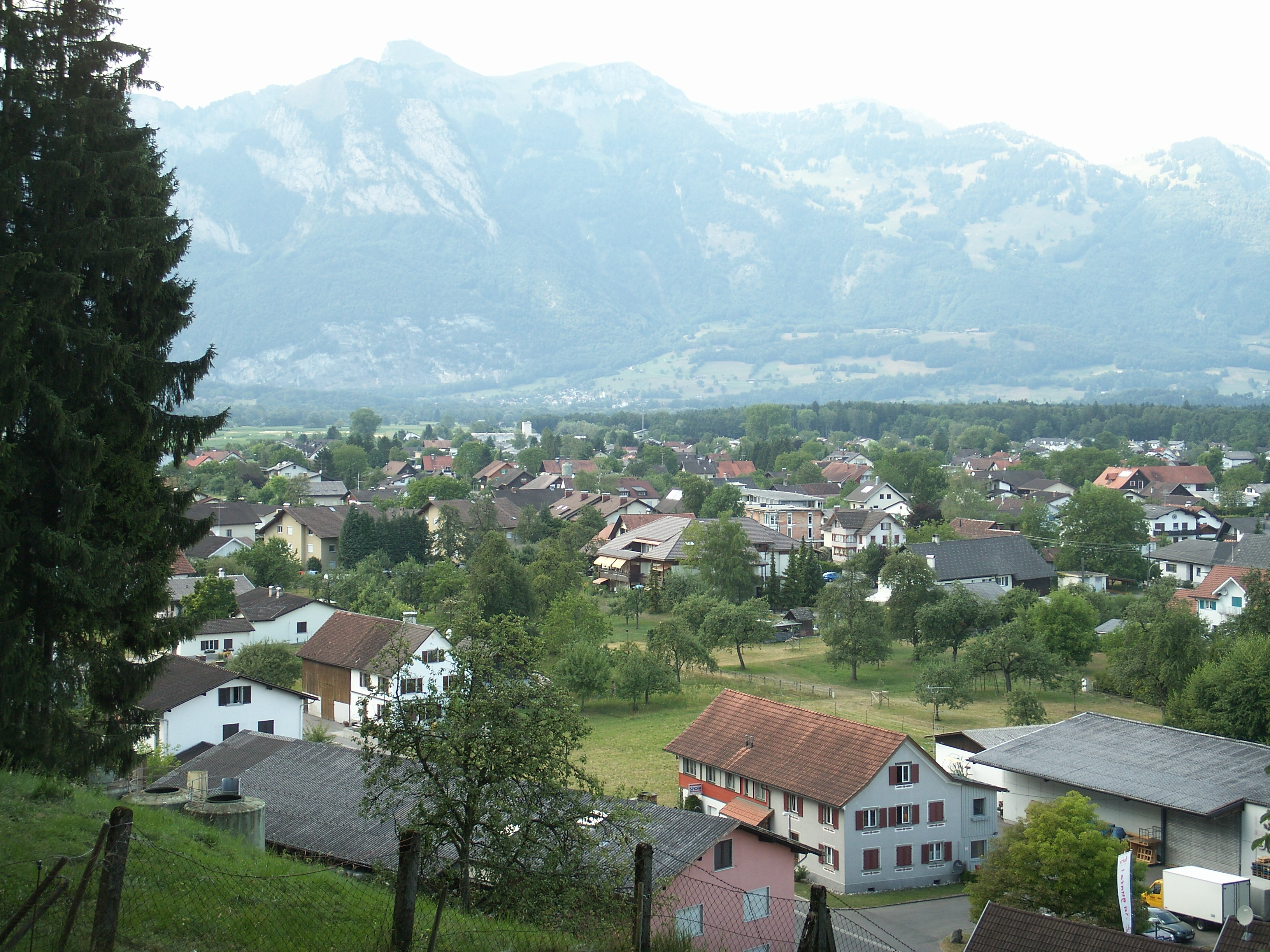
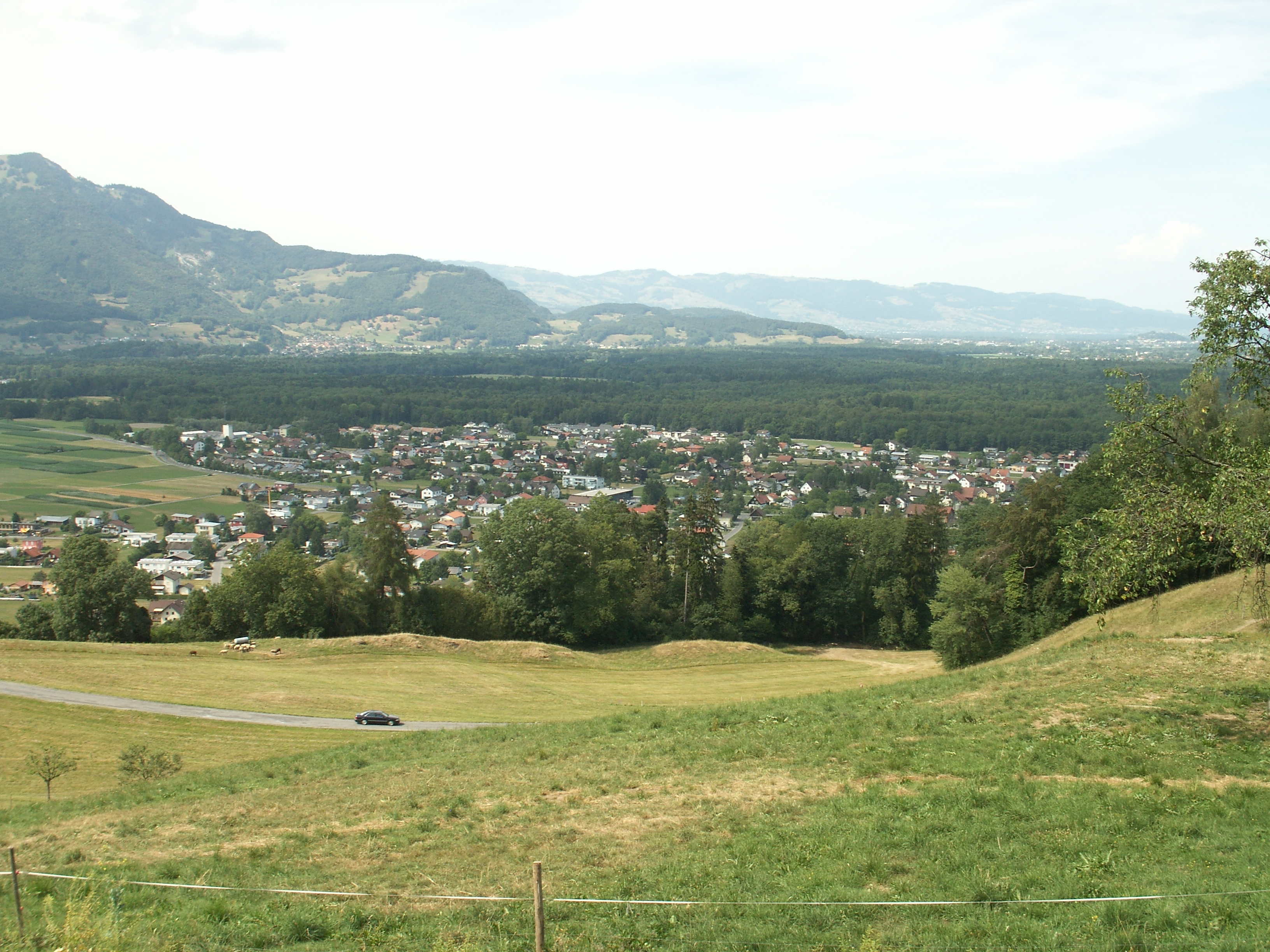
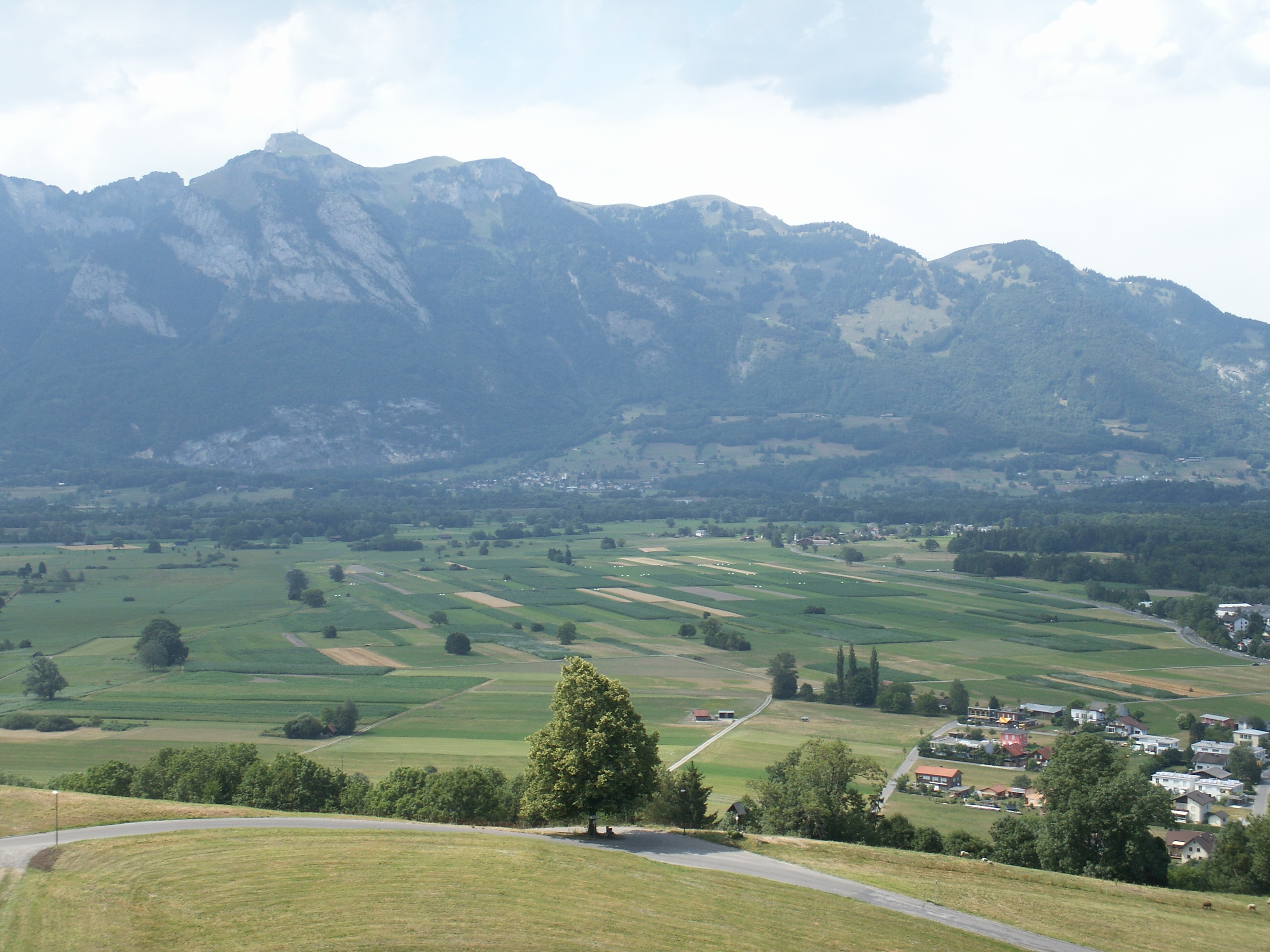
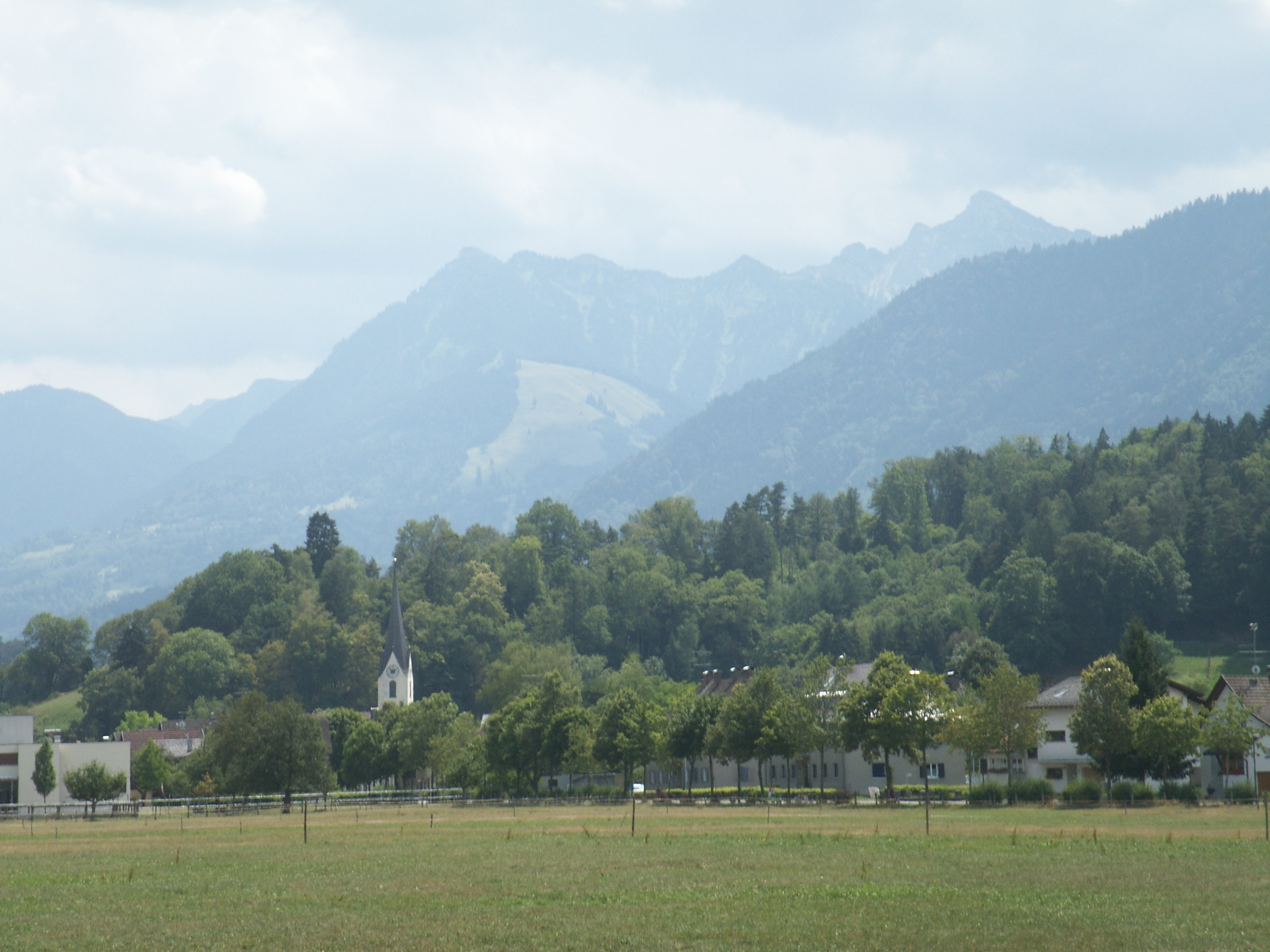
Blick von der Roten Au
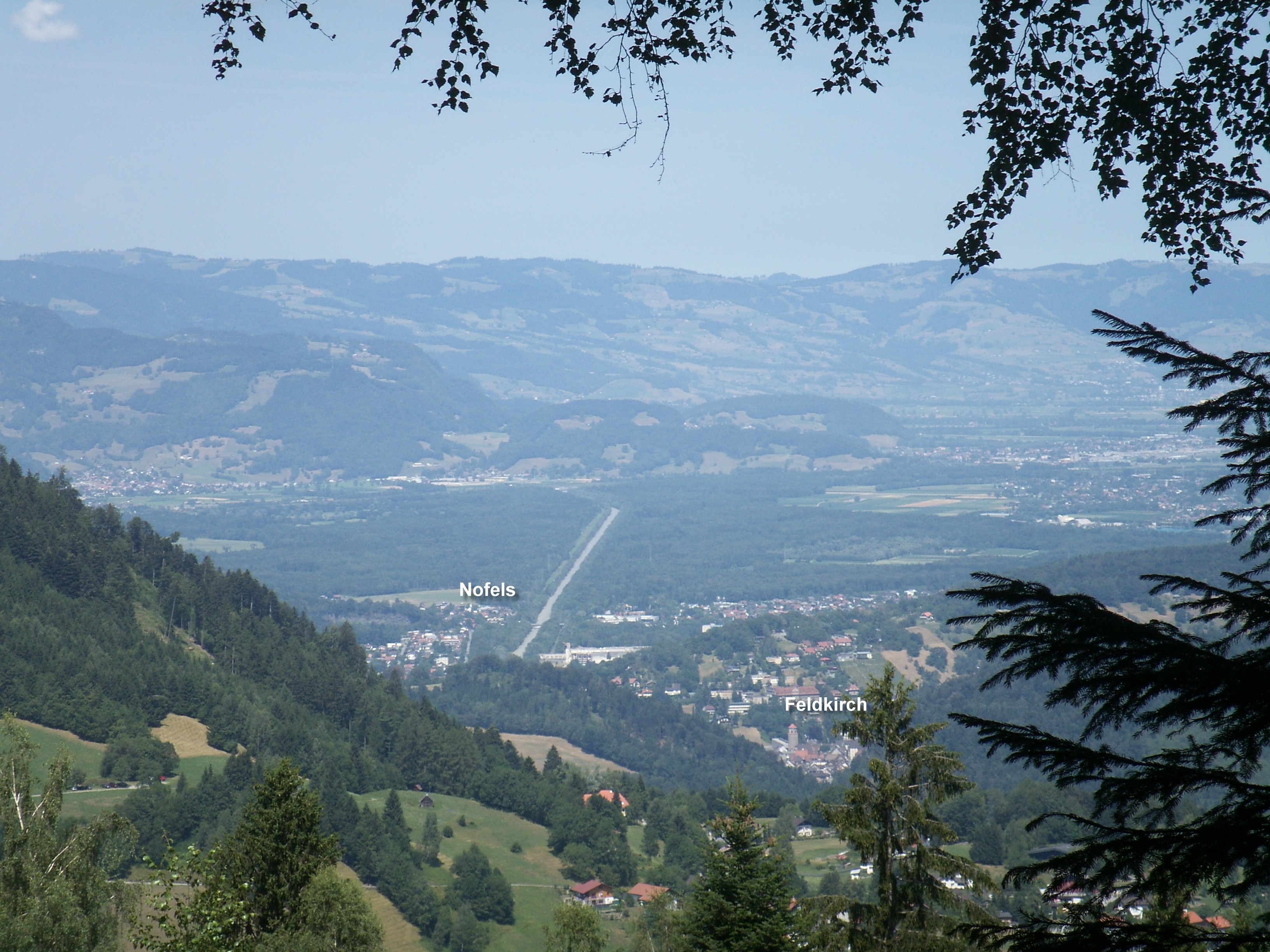
Blick von Gurtis
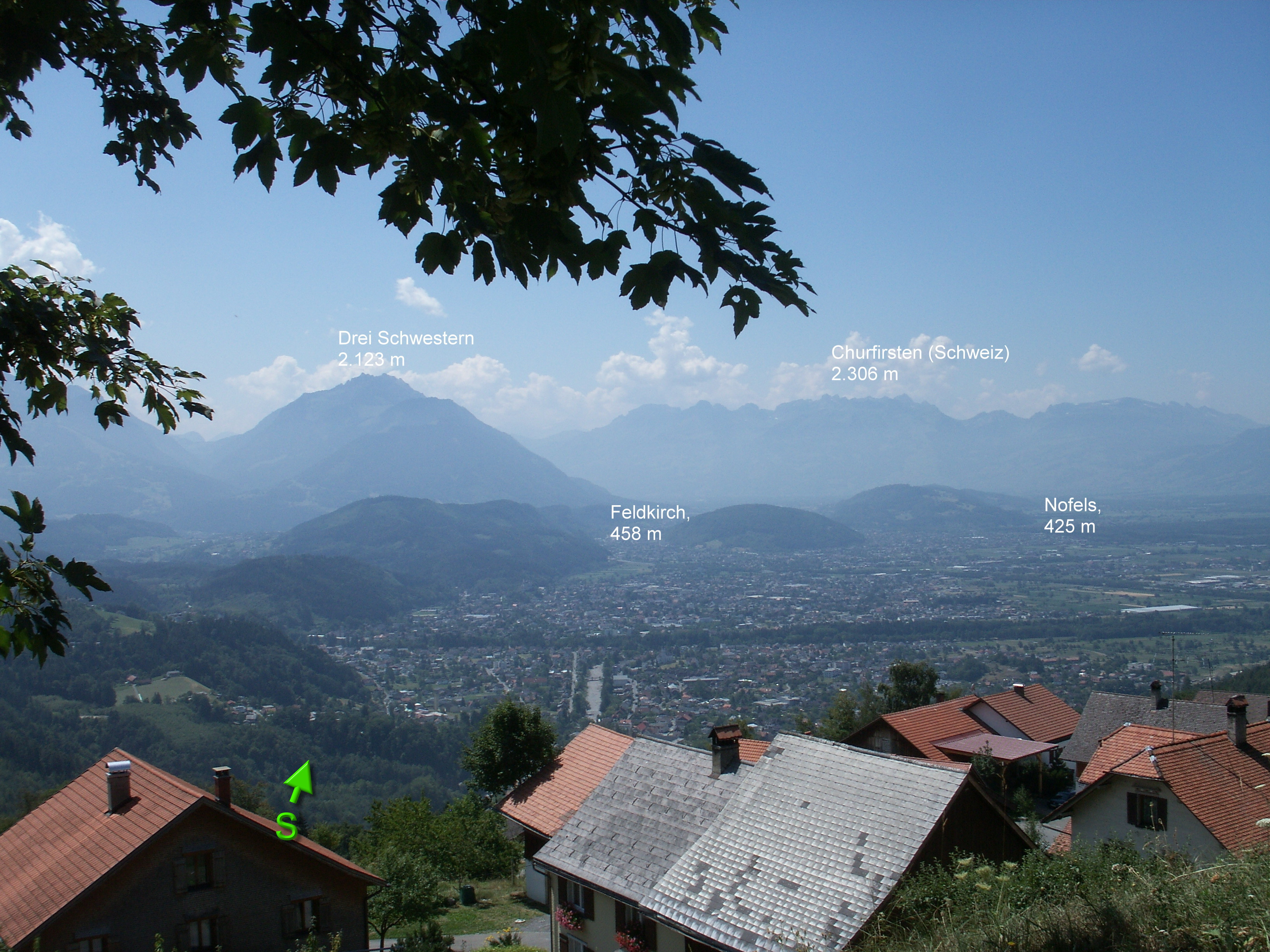
Blick von Viktorsberg
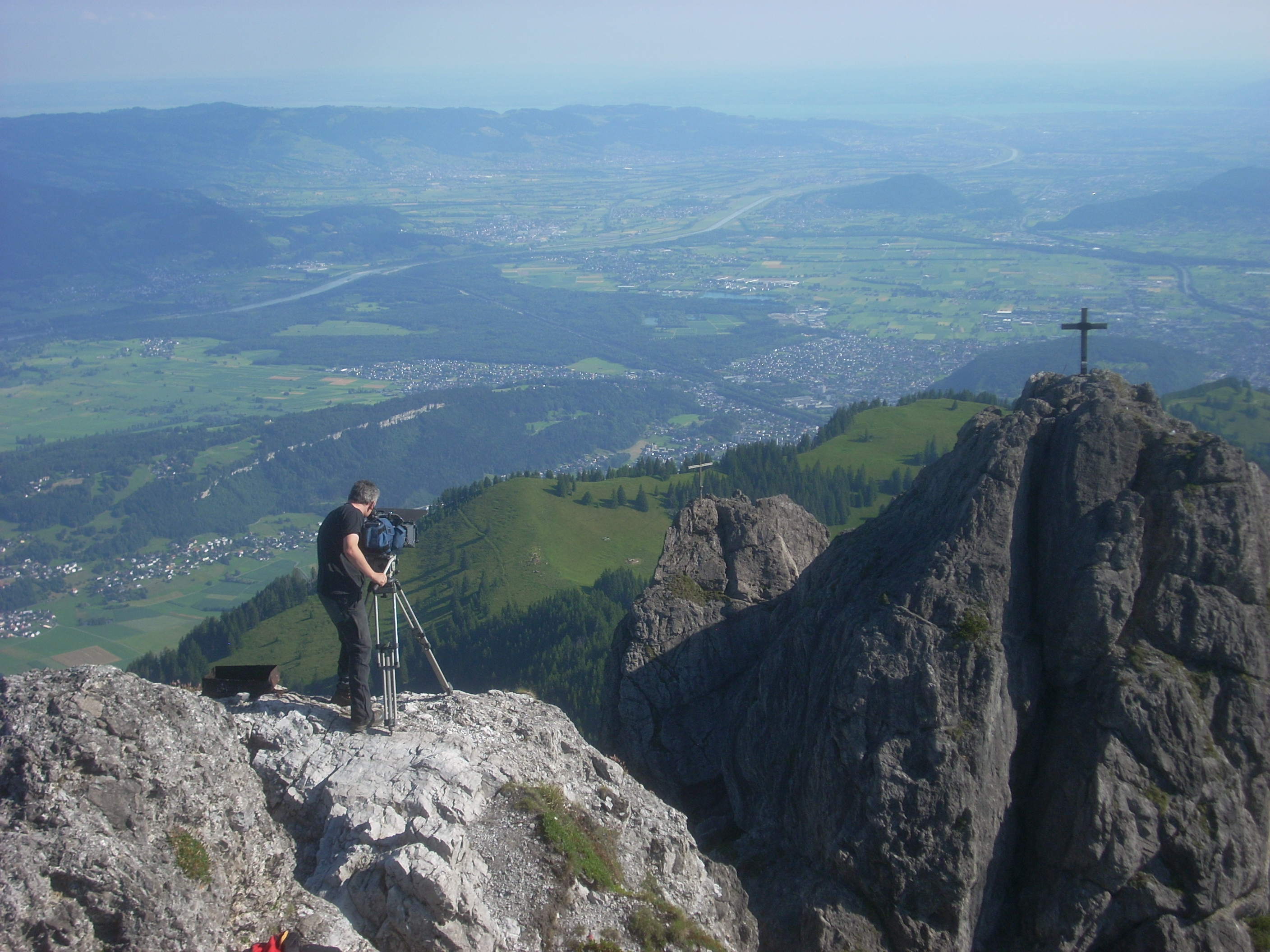
Blick von den Drei Schwestern auf Nofels im Vorarlberger Rheintal